# Prins Karls Forland
Prins Karls Forland è un'isola situata in Norvegia, nella parte occidentale dell'arcipelago delle isole Svalbard. Il nome deriva da quello di Carlo I d'Inghilterra (1600-49).
L'isola è lunga 86 km  e per una larghezza tra i 5 e gli 11 km, ha una superficie di 615 km². L'isola è situata a ovest dell'isola più estesa dell'arcipelago, Spitsbergen.
L'isola è disabitata e gli sbarchi sono rari anche a causa delle acque molto basse che la circondando. È compresa nel parco nazionale Forlandet (in lingua norvegese Forlandet nasjonalpark), vi sono due riserve di riproduzione di uccelli alle quali è vietato l'accesso dal 15 maggio al 15 agosto. Sull'isola si trova inoltre la più settentrionale colonia di foca comune.